# Elaeagnus matsunoana
Elaeagnus matsunoana är en havtornsväxtart som beskrevs av Tomitaro Makino. Elaeagnus matsunoana ingår i släktet silverbuskar, och familjen havtornsväxter. Inga underarter finns listade i Catalogue of Life.